# 比格福克 (明尼蘇達州)
比格福克（英語：Bigfork）是一個位於美國明尼蘇達州艾塔斯卡縣的城市。

## 人口
根據2020年美國人口普查的數據，比格福克的面積為4.90平方千米，當中陸地面積為4.81平方千米，而水域面積為0.09平方千米。當地共有人口400人，而人口密度為每平方千米82人。